# 2010年9月中国大陆

## 9月1日
- 国家主席胡锦涛任免驻外大使[1]：
  - 免去陈立钢、任命刘汉明为中华人民共和国驻安提瓜和巴布达特命全权大使；
  - 免去于文哲、任命龚建忠为中华人民共和国驻加纳共和国特命全权大使；
  - 免去陈建福、任命顾子平为中华人民共和国驻斯洛伐克共和国特命全权大使；
  - 免去张万学、任命郭业洲为中华人民共和国驻保加利亚共和国特命全权大使。
  - 免去刘文信、任命王辅国为中华人民共和国驻波斯尼亚和黑塞哥维那特命全权大使。
  - 免去张君高、任命于文哲为中华人民共和国驻圭亚那合作共和国特命全权大使。
- 国务院总理温家宝主持召开国务院常务会议，研究部署发展家庭服务业的政策措施。会议提出发展以家庭为服务对象、向家庭提供劳务、满足家庭生活需求的家庭服务业，对于增加就业、改善民生、扩大内需、调整产业结构具有重要作用。必须坚持市场运作与政府引导相结合，政策扶持与规范管理相结合，促进就业与维护权益相结合，大力推进家庭服务业市场化、产业化、社会化，逐步建立比较健全的惠及城乡居民多种形式的家庭服务体系[2]。
- 云南省保山市隆阳区瓦马乡河东村大石房村民小组发生特大地质灾害，造成该村民小组21户受灾。截至2日21时30分，灾害已造成12人死亡，36人失踪[3]。
- 安徽省合肥市建筑质量安全监督站通报表示全面禁止使用竹签代替钢筋建楼房[4][5]。
- 陕西省渭南市移民局工会主席李万明对《南方都市报》表示，他举报移民款滥用18年。1997年华阴市华西镇华西小学有200名学生和100名村民读发表有举报信的《工人日报》，被认定为非法集会，李万明被关押22天，后逃出[6]。
- 记者采访金浩茶油事件被湖南省质监局被要求先审批，态度强硬，得知是中央媒体主动联系称“误会”，承诺向记者传来有关金浩茶油是否含致癌物的信息。记者被放7天鸽子仍未兑现承诺[7][8]。
- 中欧战略对话在贵阳举行，中国国务委员戴秉国和来访的欧盟外交与安全政策高级代表兼欧盟委员会副主席凯瑟琳·阿什顿共同出席对话[9][10]。
- 云南省曲靖市罗平县马街镇小海子煤矿2号矿井发生一起矿井顶板垮塌事故，3人遇难抢救无效死亡[11]。

## 9月2日
- 陕西省华县为美化环境，秃山刷绿漆[12]。当地国土资源局矿产办李主任称，这是国内最先进的经验就这样弄了[13]。此事引起国内舆论哗然，以及十余年的嘲讽，2020年央视春晚上，沈腾、马丽主演的《走过场》以此事为原型[14][15]。
- 媒体曝18岁湖南师大附中“网瘾少年”周鹏在武校特训不到两小时死亡，曾要求回家被练“鳄鱼功”（将人按倒于地，众人压坐其身直至不反抗）死者家属得钱和解。家长自称对孩子教育失败无责任，拒绝解释孩子是如何被跨市运走[16]。
- 广东省陆丰市东海镇（今東海街道）炎龙村月洲围村小组村官林美汆被指私卖土地。村民屡次举报皆无效，反而有的在家遭到不明枪击，有的小腿被砍截肢。有村民表示，很多村民不敢不投他的票[17]。
- 广东省深圳市在蛇肉中检测出瘦肉精，13名食客中毒[18][19]。

## 9月3日
- 中国人民抗日战争胜利65周年纪念日，党和国家领导人胡锦涛、吴邦国、温家宝、贾庆林、李长春、习近平、李克强、贺国强、周永康等特意前往北京卢沟桥畔的宛平城，同首都各界群众代表一起参观中国人民抗日战争纪念馆，并向抗日战争烈士敬献花篮[20]。当日宣布中国将向在乡抗日老战士发放一次性生活补助金。此次一次性生活补助金发放对象为1937年7月7日—1945年9月2日期间入伍、目前健在的在乡抗日老战士，发放标准为每人3000元。发放资金由中央财政拨付[21]。
- 吉林省境内的长平高速客车爆胎后连撞两车致17人死亡，37人受伤，其中4人重伤[22]。

## 9月4日
- 第三十三届世界海洋和平大会暨联合国教科文组织政府间海洋学委员会成立50周年庆典闭幕，大会发表《北京宣言》，重申关注海洋、呵护海洋、和平利用海洋已成为当今世界的一个主旋律，海洋必将为人类的可持续发展做出不可替代的贡献[23][24]。
- 《2010中国企业500强名单及分析报告》公布，中国石化继续位居榜首，500强入围门槛从上年的105.38亿元上升为110.84亿元[25]。
- 安徽省毫州市蒙城县瞒报霍乱疫情12天，官方回应称自己无权公布，引发舆论哗然[26]。

## 9月5日
- 0时14分，中国在西昌卫星发射中心用“长征三号乙”运载火箭，将“鑫诺六号”通信广播卫星成功送入太空。该颗卫星主要用于开展广播电视直播传输业务，将进一步改善中国广播电视的直播条件，丰富广大人民群众特别是边远山区群众的文化生活[27][28]。发射残骸坠贵州省乡村，声音震耳欲聋，瞬时火光冲天。由于在坠落的夜晚疏散及时，没有造成重大的财产损失和人员伤亡，例如其中的羊场镇仅坠落处60米范围草木稻田枯萎[29]。
- 中华人民共和国商务部、国家统计局、国家外汇管理局在福建厦门联合发布《2009年度对外直接投资统计公报》。统计表明，2009年，中国对外直接投资再创新高，对外直接投资净额达565.3亿美元，较上年增长1.1%，占全球当年流量的5.1%，位居发展中国家、地区首位，名列全球第五位。至此，中国对外直接投资已连续8年保持增长势头[30][31]。

## 9月6日
- 深圳经济特区建立30周年庆祝大会在广东深圳举行[32]。中共中央总书记、国家主席、中央军委主席胡锦涛出席庆祝大会并发表重要讲话[33][34]。
- 国家主席胡锦涛在广东深圳会见了前来出席深圳经济特区建立30周年庆祝大会的香港长江实业集团董事局主席李嘉诚[35]。
- 国务院和中央军委发布《中华人民共和国无线电管制规定》，规定自2010年11月1日起，将在全国范围内或者跨省、自治区、直辖市实施无线电管制[36]。
- 卫生部紧急辟谣：9月11日起，我国将开展大规模的麻疹疫苗强化免疫，不是慢性毒药。卫生部疾病预防控制局副局长郝阳辟谣，麻疹疫苗已使用多年，全部来自国产，质量是有保障的[37]。
- 中华全国供销合作总社财会部预算处原处长刘林祥，被控将3.96亿元农业补贴款（款项来源未写入指控）借给企业老总开发房地产。他借款给房产商但并未得到金钱上的回报，表示只是为了政绩和出人头地[38]。2010年9月20日，北京市第一中级人民法院一审判决其以挪用公款罪判处有期徒刑十年，引发舆论质疑[39]。2010年11月，北京市高级人民法院终审裁定，维持对原中华全国供销总社预算处处长刘林祥犯挪用公款罪，判处有期徒刑十年[40]。
- 河南商丘村民张振风因涉嫌入室抢劫、强奸被被警方逮捕。2008年底，张振风被判处死刑。2010年8月，该案真凶被擒，张振风获释。经调查是当时办案警察藏匿证据[41]。

## 9月7日
- 上午，一艘中国渔船在钓鱼岛海域先后与两艘日本海上保安厅巡逻船相撞，随后日方登船检查。日本驻华大使馆官员称，日本已通过外交渠道向中方对此事件表示“遗憾”。中国外交部发言人姜瑜7日下午表示，中方对此表示严重关切，已向日方提出严正交涉。此事在当月不断升级，中日双方均扣押对方人员。2010年10月在中国各地爆发反日示威活动[42]。
- 中石化胜利油田在东海的一个钻井平台发生倾斜事故，34人获救、2人下落不明[43]。
- 江苏省新沂市一名3岁半男童在玩耍时遭一辆宝马(BMW)X6撞倒，该车随后三次碾轧男童致其死亡。录像显示，司机在确认孩子死亡后离开，未报警及抢救。宝马司机目前以涉嫌交通肇事罪遭刑拘。男童亲属怀疑司机属故意杀人，警方称司机与男童家人没有过节，无故意杀人动机[44]。死者父亲怀疑，宝马司机有“碾伤不如碾死的想法”[45]。

## 9月8日
- 国务院总理温家宝主持召开国务院常务会议，审议并原则通过《国务院关于加快培育和发展战略性新兴产业的决定》，并于2010年10月10日以国发〔2010〕32号文下发公布[46][47]。
- 全国水上运动会在山东省日照落下帷幕[48]。
- 北京举办的2010国际地下水论坛上，专家公布监测资料显示中国90%的地下水都遭受了不同程度的污染，其中60%污染严重；中国城市更有97%的地下水遭污染，64%属于严重污染。公众环境研究中心主任马军称，地下水污染难以被清理，尤其是深层地下水一旦被污染，治理起来需要千年的时间，而中国没有管理地下水环境的法律，某些企业直接将污水排入地下[49]。
- 上海市第一人民医院55名眼疾患者因注射阿瓦斯汀药剂而“失明”，有不良反应者共有七八十人[50]。

## 9月9日
- 中共中央总书记、国家主席、中央军委主席胡锦涛来到中国人民大学及附属中学，看望慰问师生员工。胡锦涛代表党中央、国务院，向全国广大教师和教育工作者致以节日的问候[51][52]。
- 北京市投资超过120亿元人民币，建设中低速磁悬浮列车线路（最高时速约100公里/时），预计下月开工。长20公里，每公里投资超6亿元。英国曾修建过低速磁悬浮示范线路，长0.6公里，后拆除[53]。
- 湖北省十堰市一男子拍摄上访被送精神病院，状告警方滥用职权。今年7月该市一对因为上访而被送进精神病院的姐妹的诉讼被以送精神病院进行检查“不属于人民法院行政诉讼受理范围”驳回[54]。
- 广东省东莞市普降暴雨，女子石春梅意外跌入缺失水泥板的下水道而失踪，据悉该“吃人”的下水道“开口”已有一年。其丈夫在消防部门的帮助下坚持进入下水道寻妻，但没有结果[55]。

## 9月10日
- 台风莫兰蒂在中国福建省石狮市登陆，造成3人死亡，18.65万人紧急转移，1610间房屋倒塌，直接经济总损失8.003亿元人民币[56]。厦金等航线停航[57]。
- 9月10日上午，江西省抚州市宜黄县凤冈镇在拆迁期间发生一起烧伤事件，拆迁户三人被烧成重伤，疑为自焚。官方否认点火，称系风力作用[58]。
- 河南省郑州市本月又一次查获用工业盐（主要成分亚硝酸钠）腌泡的蘑菇约2万斤(10,000kg)，其余已大量流入酒店[59]。

## 9月12日
- 兰州至武汉列车一旅客持刀行凶致1死7伤[60]。
- 今天是中国第五个“预防出生缺陷日”。有关专家指出，中国每年有80万-120万名出生缺陷儿，平均每30秒就有一名缺陷儿出生，多来自农村。其中，除20%-30%患儿经早期诊断和治疗可以获得较好生活质量外，30%-40%患儿在出生后死亡，约40%将成为终生残疾[61]。
- 李连杰称壹基金无法取得合法身份或面临中断[62][63][64]。

## 9月13日

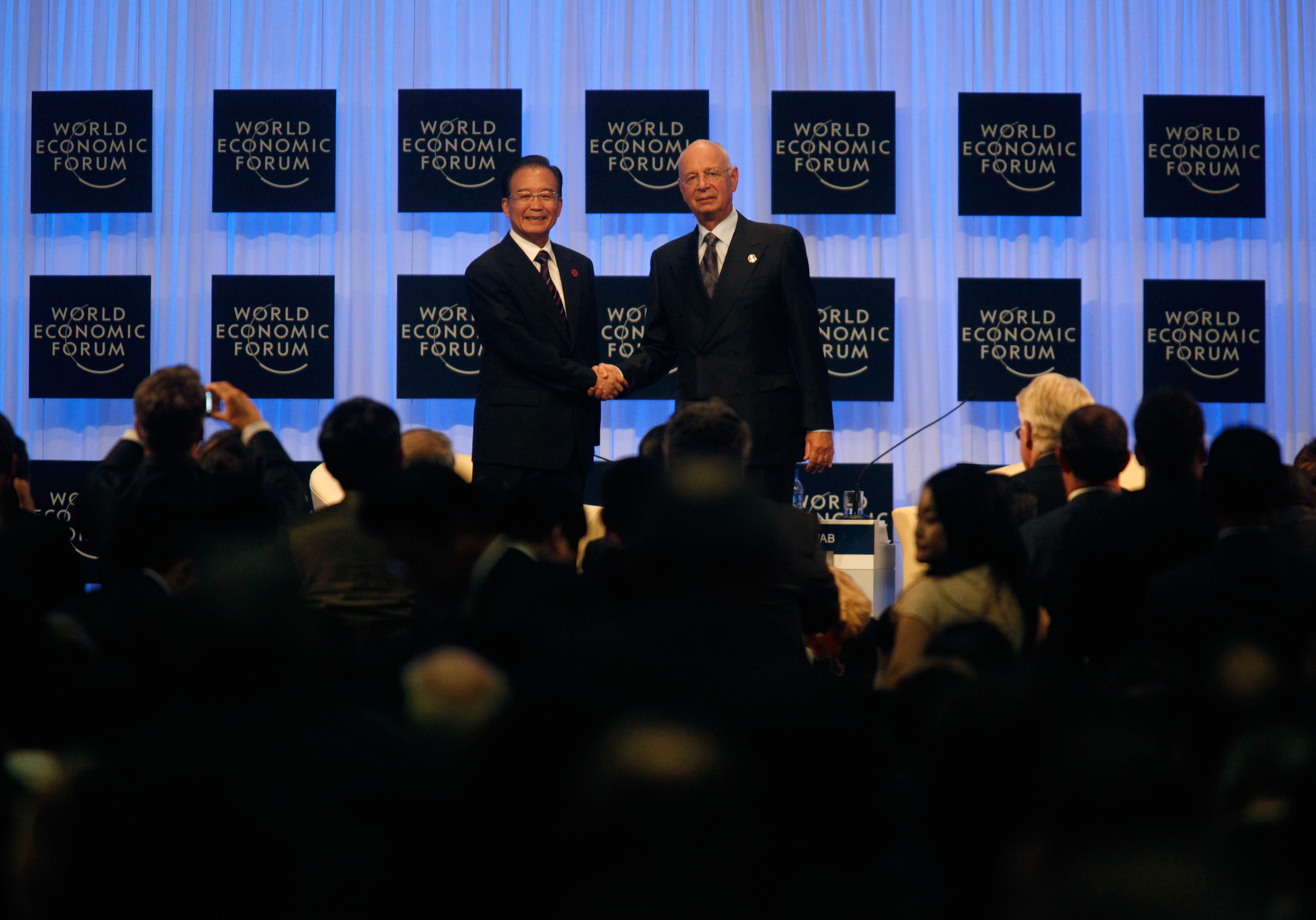
国务院总理温家宝与达沃斯世界论坛秘书长克劳斯·施瓦布

- 2010年夏季达沃斯世界经济论坛在中国天津的梅江会展中心开幕，中国总理温家宝出席并致辞[65][66]。
- 中共中央政治局常委、国务院副总理李克强上午在钓鱼台国宾馆会见了世界银行行长佐利克，欢迎佐利克率世行高级代表团前来出席中国与世行合作30周年纪念活动[67][68]。
- 13日15时被日本扣留的14名中国渔民乘包机返抵福州，被日方抓扣的渔船也于13日上午启程返航。目前日方仍非法扣押中国渔船的船长。中方再次强烈敦促日方立即予以放还[69]。
- 2010年广州亚运会买菜刀实名制规定已提前实施[70]。

## 9月14日
- 国家主席胡锦涛在人民大会堂会见了世界银行行长罗伯特·佐利克。胡锦涛说，中国一贯重视世行在全球减贫与发展事业中发挥的重要作用，充分肯定中国与世行合作取得的成果[67]。
- 吉林省九台市华兴煤矿发生悬移支架垮塌，事故造成5人死亡2人受伤。

## 9月15日
- 央视曝：河南省周口市部分医疗废物被制成杯子、脸盆等日用品出售[71]。
- 最高人民法院、最高人民检察院、公安部、司法部15日正式对外联合公布《关于依法严惩危害食品安全犯罪活动的通知》。《通知》要求对于食品安全犯罪，“罪当判处死刑的，要坚决依法判处死刑”[72]。

## 9月16日
- 广西省南宁市瞒报南湖污染近半月，官方拒绝采访[73]。
- 武汉市、南京市、中山市等数市争夺辛亥革命百年庆典落户权[74]。
- 贵州省安顺市关岭县派出所长执法中开枪打死两村民，枪枪致命遭质疑[75]。之后枪杀村民警察受审，被认定防卫过当[76]。

## 9月17日
- 江西省抚州市宜黄县县委书记、县长因拆迁事件被抚州市市委立案调查，暂无任何惩戒处分；一副县长被免职[77]。

## 9月18日
- 中国多地拉响防空警报纪念九一八事变[78]。

## 9月19日
- 中华人民共和国主席胡锦涛根据全国人民代表大会常务委员会的决定任免下列驻外大使[79]：
  - 免去马志学、任命曾宪柒为中华人民共和国驻卢森堡大公国特命全权大使。
  - 免去吴恳、任命史明德为中华人民共和国驻奥地利共和国特命全权大使。
  - 免去董津义、任命吴恳为中华人民共和国驻瑞士联邦特命全权大使。
  - 免去邓波清的中华人民共和国驻多米尼克国特命全权大使职务。
  - 免去徐建国、任命邓波清为中华人民共和国驻尼日利亚联邦共和国特命全权大使。
  - 免去林松添、任命潘和钧为中华人民共和国驻马拉维共和国特命全权大使。
  - 免去霍玉珍、任命于庆泰为中华人民共和国驻捷克共和国特命全权大使。
  - 免去张利民、任命徐建国为中华人民共和国驻新西兰特命全权大使兼驻库克群岛特命全权大使、驻纽埃特命全权大使。
  - 免去邓洪波、任命刘光源为中华人民共和国驻肯尼亚共和国特命全权大使。
- 中华人民共和国第五届特殊奥林匹克运动会开幕，2010年9月19日至25日在福州举办，此次运动会由中国残疾人联合会、国家体育总局、中国特奥委主办，福建省政府承办。中共中央政治局委员、国务院副总理回良玉出席开幕式并宣布运动会开幕。全国政协副主席、中国残联名誉主席邓朴方等出席开幕式[80]。
- 山东省纸巾企业中顺发表声明称，因得罪国家质检总局领导，导致产品进入不合格名单。声明称，6月6日上海市一家检测中介机构的工作人员自称是国家质检总局领导，声称要进行产品抽检，要求好好接待，而公司门卫则要求出示证件，被“质检总局领导”拒绝，没有进入公司，随后该质检机构通知称该公司产品不合格，公司提出复议被拒。记者发现，这一批为质检总局抽检的检测机构正是来自上海市[81]。

## 9月20日
- 由中国人民争取和平与裁军协会、中华全国青年联合会、联合国驻华系统共同主办的国际和平日庆祝大会在北京举行。本次大会的主题是：中国青年与和平发展。全国人大常委会副委员长、和裁会副会长严隽琪出席大会并致辞。全国政协副主席、和裁会副会长厉无畏出席了大会。联合国秘书长潘基文为大会发来了贺信[82]。

## 9月21日
- 中华人民共和国国务院总理温家宝于9月21日-23日访问美国，并出席联合国千年发展目标高级别会议和第65届联合国大会一般性辩论[83]。期间他会见联合国秘书长潘基文，会见美国总统奥巴马，会见美国前总统克林顿，会见保加利亚总理博里索夫，出席联合国安理会首脑会议并发表讲话，出席联合国千年发展目标高级别会议并讲话，出席第65届联合国大会一般性辩论并发表讲话[84]。
- 《南都周刊》曝：北京市一大学生离奇坠入地铁身亡[85]。

## 9月22日
- 9月22日至23日，由北京市体育局、北京市旅游局、北京市文化局、延庆县联合主办，北京市体育竞赛管理中心、延庆县体育局和北京阳光时代马球运动公司联合承办的2010北京国际马球公开赛在延庆县阳光时代度假庄园举行。来自澳大利、智利、新西兰和中国的4支队伍参赛。智利米勒代表队最终获得冠军[48]。
- 陕西省西安市城管整治“双十乱”与商户发生冲突，被指围殴商户。数百民众掀翻城管车辆，6小时后（晚上10点）约百人仍不愿离开[86]。
- 强台风凡亚比在中国广东省造成至少67人死亡、68人失踪，生死未明，另有66人受伤[87]。

## 9月23日
- 23日《新快报》：广东省茂名市的信宜市（县级）近日因灾死亡人数不完全统计已达18人，目前尚有25人失踪，还有17人受伤。双合村村民称紫金矿业尾矿库溃坝系本次灾害的主要原因[88]。
- 总理温家宝在联合国宣布中国将再次免除50个国家的未归还无息贷款，再向巴基斯坦灾区提供2亿美元无偿援助[89]。

## 9月24日
- 中华人民共和国文化部、中国文联、北京市人民政府在京联合举行纪念曹禺诞辰100周年座谈会，中共中央政治局委员、中央书记处书记、中宣部部长刘云山出席会议并讲话，强调要继承和发扬曹禺等老一辈文艺工作者的宝贵精神，始终坚持先进文化前进方向，创作生产更多无愧于时代、无愧于人民的文艺精品，为促进社会主义文艺事业繁荣发展作出新的贡献[90][91][92]。

## 9月25日
- 正义网曝：首都北京市330亩土地被强行转卖中国石油分公司昆仑润滑油厂。村民祖坟被推，“口粮田”换得几万元[93]。

## 9月26日
- 全国人口普查宣传月启动仪式暨北京市第六次全国人口普查动员誓师大会在北京国家会议中心举行，标志着中华人民共和国第六次全国人口普查大规模的宣传活动拉开帷幕。国家统计局局长、国务院第六次全国人口普查领导小组副组长马建堂表示，人口普查是重大的国情国力调查，是和平时期进行的最大社会动员，需要家家参与，人人配合。要使普查取得圆满成功，关键之关键就是要广泛深入进行宣传动员。按照普查工作安排，10月份为人口普查宣传月[94]。
- 武汉长江三桥再次局部封闭维修，建成10年间已大修24次[95]。
- 广西壮族自治区来宾市通报称查获的假狂犬病疫苗系开水兑药，没有任何有效成分。已有1656人接种假疫苗，目前1649人补种真疫苗。据称因去年有一男童在注射疫苗后仍然发病身亡，导致造假败露[96]。

## 9月27日
- 国家主席胡锦涛上午在人民大会堂同俄罗斯联邦总统梅德韦杰夫举行会谈。两国元首一致表示，并肩携手，开拓进取，努力把中俄战略协作伙伴关系提高到新的水平。中国全国人民代表大会常务委员会委员长吴邦国、国务院总理温家宝、国家副主席习近平分别会见梅德韦杰夫总统[97]。
- 中国核科学技术发祥地和综合研究基地——中国原子能科学研究院迎来成立60周年。期间培养和造就了60多位两院院士，输送出7000多名骨干人才[98]。
- 陕西省省会西安市发现用硫磺熏制生姜，约占西安市市场份额60%[99]。

## 9月28日
- 《南方都市报》：如果“高原水塔”若尔盖盖彻底沙化，可能会成为世界上海拔最高的沙漠之一，而当地财政紧张无力阻止过度放牧[100]。
- 内蒙古呼和浩特市警方否认房企向拆迁户寄送步枪子弹逼迁，称正在加紧破案寻找制造者[101]。

## 9月29日
- 当今世界第一高的电视观光塔广州塔宣布落成，广州塔总高达600米，俗称“小蛮腰”，是广州的新地标[102]。
- 贷款购买商品房首付最低比例提高至30%，暂停购买第三套房贷款[103]。
- 晚，“中国渔政201”渔政船冲破日方船只的封锁，完成了对赤尾屿海域的历史性首次巡航[104][105]。

## 9月30日
- 中央两部委称有必要对个人所有住房恢复征房产税[106]。